# Risoul
Risoul – miejscowość i gmina we Francji, w regionie Prowansja-Alpy-Lazurowe Wybrzeże, w departamencie Alpy Wysokie.

## Demografia
Według danych na rok 1990 gminę zamieszkiwało 526 osób, a gęstość zaludnienia wynosiła 17 osób/km². W styczniu 2015 r. Risoul zamieszkiwało 697 osób, przy gęstości zaludnienia wynoszącej 23 osoby/km².